# Список серий «Ералаша» (1970-е годы)
Аннотированный список выпусков детского киножурнала «Ералаш», созданных с 1974 года (с момента создания  журнала) по 1979 год. За этот период было снято 22 выпуска.

## 1974 год

### Выпуск №1
| № | Название                        | Режиссёр        | Сценарист        | Снимались | Дата премьеры    |
| --- | ------------------------------- | --------------- | ---------------- | --- | ---------------- |
| 1 | « Позорное пятно»               | Эдуард Гаврилов | Агния Барто      | Александр Сосновский (Павлик) Константин Сигачёв (Тарас) Александр Гофштейн Марина Агашина Александра Маковская | 11 сентября 1974 |
| Во время урока мальчик Тарас случайно пачкает нос чернилами, а его сосед по парте Павлик, вместо того, чтобы просто сообщить ему об этом, инициирует собрание класса, где затем в течение двух часов происходит бессмысленное обсуждение «чудовищного поступка» Тараса, последствий этого поступка для репутации класса и даже истории жизни Тараса. Примечания: Экранизация одноимённого стихотворения Агнии Барто. Все реплики персонажей и закадровый текст стихотворные. Все актёры дебютировали в кино. |                                 |                 |                  | |                  |
| 2 | « Ну, почему мы так говорим???» | Валерий Кремнёв | Лион Измайлов    | Спартак Мишулин Константин Лазарев                                                                              | 11 сентября 1974 |
| В подъезде многоквартирного дома встречаются двое соседей — мальчик (Константин Лазарев) и взрослый мужчина (Спартак Мишулин). Во время ожидания лифта и поездки на этаж мальчик рассказывает мужчине о смешной сценке, только что произошедшей на его глазах во дворе, и при этом использует огромное количество сленговых словечек и выражений, из-за чего тот, с трудом понимая его, постоянно переспрашивает. Объясняя значение каждого сленгового слова, мальчик применяет несколько других, что вызывает ещё большие затруднения. Наконец, разобравшись, мужчина декламирует текст известного лирического отступления «Чуден Днепр при тихой погоде» (Гоголь, повесть «Страшная месть», цикл «Вечера на хуторе близ Диканьки»), используя те же сленговые словечки, что и мальчик, чем приводит его в изумление. Примечания: Дебют Константина Лазарева в кино. Использована музыка Алексея Рыбникова из начальной заставки «Ералаша». |                                 |                 |                  | |                  |
| 3 | « Дым, дым, дым!»               | Евгений Фридман | Александр Хмелик | Юрий Шашурин (курящий ученик) Игорь Безяев (прохожий)                                                           | 11 сентября 1974 |
| Во время большой перемены во двор школы выходят школьники и учителя. В это же время из окна второго этажа начинает валить густой дым, но ни дети, ни взрослые не обращают на это никакого внимания, и лишь случайный прохожий забегает в телефонную будку и вызывает пожарных. Приехав, пожарные проводят приготовления, но собравшиеся во дворе школы равнодушно наблюдают за ними, не отрываясь от своих дел и не проявляя ни малейшего беспокойства. Наконец, пожарные разворачивают лестницу, и один из них поднимается к окну. Открыв окно, он залезает внутрь и попадает в школьный туалет, где обнаруживает, что источником дыма являются семеро курящих подростков. Изумлённый пожарный, не успев надеть противогаз, падает в обморок, а самый юный из мальчишек говорит: «Слабак! Сразу видно — некурящий». Примечания: Дебют Юрия Шашурина в кино.                                                                                 |                                 |                 |                  | |                  |

### Выпуск №2
| № | Название                   | Режиссёр        | Сценарист       | Снимались | Дата премьеры |
| --- | -------------------------- | --------------- | --------------- | --- | ------------- |
| 1 | « Слава Ивана Козловского» | Валентин Горлов | Валентин Горлов | Михаил Глузский (учитель музыки) Андрей Кондратьев (Дениска (Денис Кораблёв) Андрей Мисбах-Соловьёв (Миша Слонов) Ира Шилкина | 1974          |
| На уроке музыки в школе учитель, видя, что петь хором у детей получается очень плохо, решает послушать пение каждого по отдельности под его аккомпанемент на фортепьяно. Первым начинает петь Миша Слонов, и его голос звучит так жалобно, что Денис Кораблёв насмехается над ним, говоря девочке, что мишин голос звучит как мяуканье котёнка. Услышав это, учитель предлагает выступить ему самому. Дениска решительно объявляет, что будет исполнять «песню гражданской войны „Веди, Будённый, нас смелее в бой!“». Затем он поёт, и делает это настолько громко, что некоторые дети затыкают уши, а другие смеются. Учитель говорит мальчику, что он пел не совсем то, что он, учитель, играл, на что Дениска отвечает, что это неважно, надо было лишь громче играть, и рассказывает, что когда он поёт дома, соседи прибегают и спрашивают, что случилось. Учитель говорит, что возможно, Денис станет известен в какой-либо области, кроме музыки, но славы Ивана Козловского не обретёт никогда, и тот удивлённо восклицает: «Неужели Иван Козловский поёт громче меня?» Примечания: Экранизация одноимённого рассказа из цикла «Денискины рассказы» Виктора Драгунского. Исполняемая песня более известна как «Марш красных кавалеристов» или «Марш Будённого». |                            |                 |                 | |               |
| 2 | « Гостеприимство»          | Михаил Юзовский | Олег Григорьев  | Евгения Негрова Митя Юзовский сёстры Алина и Надя Ткач Владимир Коровин Андрей Галиев | 1974          |
| Девочка Катя в свой день рождения тщательно убирает квартиру, готовясь принимать гостей. Пятеро детей приходят с подарками в руках. Впуская их в квартиру, Катя говорит, чтобы они не наследили на полу, и они разуваются. Следующий за этим ряд ограничений делает праздник скучным, а запрет на хождение по ковру даже заставляет пришедших взлететь под потолок, но и это не нравится имениннице. Тогда гости решают уйти, и делают это настолько поспешно, что забывают обуться. Композитор: Владимир Дашкевич Примечания: Все реплики персонажей — стихотворные. |                            |                 |                 | |               |
| 3 | « Не надо волноваться!»    | Вениамин Дорман | Владлен Бахнов  | Павел Степанов (Володька) братья Павел и Егор Коганы (володькины одноклассники) Ирина Мурзаева (бабушка Володьки) Люсьена Овчинникова (школьная медсестра) Надежда Румянцева (мама Володьки, работница буфета) Георгий Тусузов (дедушка Володьки, бухгалтер ЖЭКа) | 1974          |
| Школьник Володька (Павел Степанов), пытаясь после уроков перепрыгнуть через парту, слегка травмирует ногу. Медсестра (Люсьена Овчинникова), перебинтовав ногу, говорит, что не отпустит его домой — ему необходимо полежать несколько часов в школьном медпункте. Володька просит своих одноклассников и одновременно соседей по дому (братья Коганы) пойти к нему домой и предупредить его пожилую и нервную бабушку (Ирина Мурзаева), что он задержится. Ребята приходят к бабушке и, едва она открыла дверь, с порога говорят ей, что «Володька покалечился», после чего бабушка теряет сознание и падает на стул. Дети хотят дать ей воды, но она, открыв дверь, не сняла дверную цепочку; они не могут войти в квартиру, поэтому решают позвать на помощь володькиного дедушку (Георгий Тусузов), и, прибежав к нему на работу, сообщают, что «Володька покалечился, а бабушка в обмороке», чем доводят до обморока и его. Тогда ребята бегут на работу к володькиной маме (Надежда Румянцева), и решают, что прежде, чем сообщать ей о травме сына, её надо подготовить. В результате такой подготовки она оказывается на грани обморока, но внезапно в помещение вбегают бабушка, дедушка и сам Володька, крича: «Мы живы!», после чего женщина всё-таки падает в обморок, а ребята упрекают Володьку: «Эх ты! Разве можно без подготовки такие новости сообщать? Думать надо!» Композитор: Давид Дорман Примечания: Первый сюжет про приключения Володьки и двоих братьев—его друзей. Второй — «Если хочешь быть здоров…» (1975) Первая роль Павла Степанова в «Ералаше». |                            |                 |                 | |               |

## 1975 год

### Выпуск №3
| № | Название                                  | Режиссёр          | Сценарист         | Снимались                                                                      | Дата премьеры |
| --- | ----------------------------------------- | ----------------- | ----------------- | ------------------------------------------------------------------------------ | ------------- |
| 1 | « Интересная книга»                       | Евгений Фридман   | Наум Станиловский | Константин Лазарев Ирина Мурзаева Юрий Чекулаев                                | 1975          |
| В поезде метро едут представительный мужчина с портфелем и пожилая женщина (Ирина Мурзаева). Между ними присаживается вошедший на остановке парень с книгой в руках. Он читает книгу с большим увлечением, а его постоянные удивлённые возгласы заставляют взрослых заинтересоваться, что же это за книга. В конце концов они не выдерживают, и взяв из книгу из рук мальчика, узнают, что это орфографический словарь русского языка. Примечания: Использована музыка Алексея Рыбникова из телефильма «Приключения Буратино». |                                           |                   |                   |                                                                                |               |
| 2 | « Тёмное дело»                            | Анатолий Васильев | Анатолий Васильев | Геннадий Клепиков Лада Рудь                                                    | 1975          |
| Отправляясь зимним утром в школу, мальчик выходит из квартиры, лихо съезжает по перилам и, увидев отдыхавшего на подоконнике кота, сгоняет его и заставляет бежать вниз по лестнице. Спустившись ко входу в подъезд, мальчик хочет разбить висящую под потолком лампочку и продолжать хулиганить. Оставив на лестничной площадке портфель, он пробегает последний лестничный пролёт, выглядывает на улицу и, убедившись, что во дворе нет никого, кроме девочки-дошкольницы, лепящей при помощи лопатки фигурки из снега, он достаёт рогатку и стреляет в лампочку, после чего довольный выходит во двор, где девочка спрашивает его: «Ты в школу?». Он отвечает: «В школу!», на что она спрашивает: «А портфель?», и мальчик вспоминает, что портфель остался в подъезде, поэтому он вбегает в подъезд. Но в подъезде темно и ничего не видно. А в подъезде мальчик натыкается на кота, который решает за всё отомстить мальчику. Выбежав на улицу в изодранной куртке и весь оцарапанный, мальчик встречает девочку, которая задает ему тот же самый вопрос, и снова входит в подъезд, чтобы найти свой портфель. Потытки приходят все безуспешно . Наконец, выйдя из подъезда, чумазый и нервный мальчик отбирает у девочки лопатку, входит в подъезд и пытается атаковать кота. В результате полуживого и покалеченного хулигана выносят из подъезда на носилках врачи, найдя заодно и его портфель. У машины скорой помощи девочка снова встречает мальчика и спрашивает его: «ты в школу? А портфель?» На что мальчик падает в обморок. Врачи заносят носилки с полуживым мальчиком в санитарную машину и увозят школьника. Девочка успокаивается: портфель найден, а школьник выбрасывает из последних сил рогатку, чтобы больше не бить лампочки в подъезде. |                                           |                   |                   |                                                                                |               |
| 3 | « Урок английского»(англ. English lesson) | Марк Осепьян      | Роза Хуснутдинова | Пётр Гангнус (в титрах Петя Гангнус) Павел Степанов (в титрах Павлик Степанов) | 1975          |
| Мальчик у себя дома пытается совершенствовать владение английским языком, прослушивая с грампластинки аудиоурок и повторяя слова вслух, но одновременно с прослушиванием он ест чернослив, произносит слова с набитым ртом и постоянно отвлекается, бросая сливовыми косточками во всё подряд, из-за чего никак не может продвинуться дальше первой фразы. После нескольких повторений сидящий в клетке рядом скворец выучивает фразу в совершенстве и начинает её повторять. Удивлённый мальчик звонит по телефону другу и рассказывает о том, что скворец заговорил по-английски, а в ответ так же слышит английские слова, которые произносит пёс друга. Примечания: Озвучивание — Борис Грачевский. |                                           |                   |                   |                                                                                |               |

### Выпуск №4
| № | Название                    | Режиссёр         | Сценарист      | Снимались                                                | Дата премьеры |
| --- | --------------------------- | ---------------- | -------------- | -------------------------------------------------------- | ------------- |
| 1 | « Новенький»                | Тофик Шахвердиев | Григорий Горин | Аркадий Маркин Павел Степанов Владимир Басов (младший)   | 1975          |
| На школьном дворе пионервожатый (Владимир Басов (младший)) объявляет нескольким первоклассникам о том, что в их класс переведут школьника по имени Ромка Синица, и предупреждает, чтобы никто не вздумал смеяться над ним из-за его фамилии. Вожатый уходит играть в футбол, а мальчик Володя и девочка знакомятся с новеньким; мальчик (Павел Степанов) с ходу начинает убеждать его, что и фамилия у него хорошая, и смеяться никто не будет, но делает это так, что тот всё больше и больше злится(даже после рекомендаций, что существовал тот же мальчик, но фамилия до краёв обидная и смешная), а девочка, пытаясь сгладить ситуацию, ещё больше «подливает масла в огонь». В итоге между мальчиками происходит драка. Некоторое время спустя, когда во дворе собрался уже весь класс, а оба участника стоят с синяками, вожатый вновь представляет новенького, на этот раз всему классу, и при этом повторяет всё, что до этого произносил невольный обидчик. Примечания: это первый из трёх серий про приключения Ромки Синицы. |                             |                  |                |                                                          |               |
| 2 | ««Однажды…» 1 2»            | Игорь Шатров     | Игорь Шатров   | Юрий Медведев                                            | 1975          |
| 1. Поднимающийся по лестнице многоквартирного дома пожилой грузный мужчина видит школьника, безуспешно пытающегося дотянуться до кнопки звонка. Желая помочь, мужчина нажимает кнопку, после чего мальчик говорит: «Позвонили? А теперь бежим!», намереваясь убежать. Внезапно мужчина с огромной скоростью убегает вниз по лестнице, а ошарашенный мальчик остаётся на месте. В итоге... Мальчику влетело!.. 2. Вошедший на остановке в трамвай контролёр просит двоих мальчиков предъявить их билеты. Один из мальчиков выбегает из трамвая, контролёр догоняет его, но оказывается, что билет у мальчика есть, а выбежал он для того, чтобы отвлечь контролёра от Петьки — второго мальчика, у которого билета нет. В этот момент трамвай со спасённым Петькой отъезжает, оставляя на остановке контролёра и выбежавшего. Но контролёр говорит: «Ну Петя, погоди!» и сверхъестественным образом телепортируется внутрь трамвая. Примечания: Состоит из двух минисюжетов.                                                              |                             |                  |                |                                                          |               |
| 3 | « Если хочешь быть здоров…» | Вениамин Дорман  | Владлен Бахнов | Павел Степанов братья Егор и Павел Коганы Ирина Мурзаева | 1975          |
| Володька (Павел Степанов) и двое его друзей (братья Коганы) смотрят телевизор. Увидев передачу про закаливание, они решают повторить увиденное, но не тратить много времени, как участники сюжета, а ускорить процесс, для чего залезают в наполненную холодной водой ванну, добавив туда снега и льда с балкона. Эксперимент прерывает внезапно вернувшаяся бабушка (Ирина Мурзаева), но уже поздно — все трое простудились. На следующий день, лёжа в этой же комнате в постели с температурой, все трое смотрят передачу про парашютистов, и увидев, что они заинтересовались увиденным, бабушка на всякий случай выключает телевизор. Примечания: Второй сюжет про приключения Володьки и двоих братьев—его друзей. Первый — «Не надо волноваться!» (1974) Применена комбинированная съёмка с кинокадрами из фильма «Операция «Ы» и другие приключения Шурика» (с участием Георгия Вицина, Юрия Никулина и Евгения Моргунова), а также кадры с Луи де Фюнесом и Фантомасом из одного из фильмов про Фантомаса.                       |                             |                  |                |                                                          |               |

### Выпуск №5
| № | Название                 | Режиссёр        | Сценарист         | Снимались                                                                 | Дата премьеры |
| --- | ------------------------ | --------------- | ----------------- | ------------------------------------------------------------------------- | ------------- |
| 1 | « Очевидное-невероятное» | Марк Осепьян    | Роза Хуснутдинова | Вадим Захарченко (в титрах не указано)                                    | 1975          |
| Мальчик успешно пользуется телекинезом, но школьный учитель, не впечатлившись талантами гения, ставит ему «двойку». Оказывается, чтобы научиться телекинезу, нужно много тренироваться, даже не имея телекинетических способностей. Примечания: Одно из первых упоминаний про эффект телекинеза в советском кино. |                          |                 |                   |                                                                           |               |
| 2 | « Как сейчас помню…»     | Эдуард Гаврилов | Лион Измайлов     | Роли Хазанова—школьника, учителя и рассказчика исполняет Геннадий Хазанов | 1975          |
| Геннадий Хазанов в лицах рассказывает о том, как во времена учёбы в школе учитель вызвал его к доске — декламировать стихотворение Пушкина «У Лукоморья дуб зелёный…», из которого он помнил только начальные строки. Ученику удаётся протянуть оставшееся до конца урока время и не получить двойку, сделав вид, что «пятёрка сорвалась», после чего он ликует всю перемену, за время которой можно было бы выучить стихотворение, но после вернувшийся учитель сообщает, что учительница ботаники заболела, следующим уроком вновь будет литература, и говорит: «Ну, Хазанов, иди, получай свою пятёрку!» Примечания: В начале сюжета использована тема из фильма Леонида Гайдая «12 стульев».                                                                        |                          |                 |                   |                                                                           |               |
| 3 | « Следы на асфальте»     | Юрий Фридман    | Георгий Юрмин     | АННА ФИЛАТОВА                                                             | 1975          |
| В ходе строительства нового микрорайона дорожный каток прокатывает свежеуложенный асфальт. Водитель катка, решив перекусить, оставляет его и заходит в блинную, а выйдя обратно, видит, что огромный тяжёлый каток исчез. Прибывший на место наряд милиции с собакой обнаруживает на месте, где стоял каток, следы мокрых ботинок и пуговицу. Собака, понюхав пуговицу, берёт след и ведёт милиционеров странным путём через находящуюся рядом стройку. В ходе погони к милиционерам присоединяются водитель катка, строители и многочисленные неравнодушные прохожие. В конце-концов толпа попадает во двор школы, где школьники третьего «А» складируют собранный металлолом, среди которого и находится похищенный каток. Дети хором заявляют: «Мы больше не будем!» |                          |                 |                   |                                                                           |               |

### Выпуск № 6
| № | Название                     | Режиссёр         | Сценарист        | Снимались | Дата премьеры |
| --- | ---------------------------- | ---------------- | ---------------- | --- | ------------- |
| 1 | « Талант»                    | М. Давыдов       | Георгий Юрмин    | Яна Поплавская | 1975          |
| Один из пионеров в школе демонстрирует сверхъестественную способность — он катается по перилам как сверху вниз, так и снизу вверх. Все школьники собрались, чтобы посмотреть на это; одна невысокая девочка (Яна Поплавская) жалуется, что ей не видно, а после того, как её пропускают вперёд, восхищается талантом мальчика. Затем показывается, что происходит спустя годы, когда одноклассники давно закончили школу и стали работать, кем хотели быть. Но пока другие живут обычной трудовой жизнью, постаревший пионер продолжал кататься по перилам. Пока не умер… Примечания: Дебют Яны Поплавской в «Ералаше».                 |                              |                  |                  | |               |
| 2 | « Однажды…»                  | Лев Мирский      | Олег Григорьев   | ? | 1975          |
| На переменке толстый мальчик сидит на подоконнике и жадно ест мандарин, не делясь им со стоящим рядом одноклассником. Когда мандарин был полностью съеден, одноклассник говорит, что если бы у него был мандарин, то он обязательно с ним поделился. На что толстяк отвечает: «Да-а-а… Жаль, что у тебя нет мандарина.». |                              |                  |                  | |               |
| 3 | « 1„А“ говорит о скромности» | Тофик Шахвердиев | Тофик Шахвердиев | ? | 1975          |
| Журналисты с телевидения проводят в школе на уроке опрос среди учеников первого класса на тему «Что такое скромность и кого можно назвать скромным человеком?». После разнообразных ответов детей следует вопрос, а есть ли среди них скромные и кто, на что класс хором отвечает: «Я!!!». |                              |                  |                  | |               |
| 4 | « Ура! Ура!»                 | Лев Мирский      | Б. Рябикин       | Вадим Александров (учитель, танцующий лезгинку) Уч-ки 5-го класса школы № 264: Андрей Мусин, Валера Бородин, Гена Тюльгин, Коля Атимашай, Лена Брунковская, Марина Чепурнова, Наташа Гореленкова, Оля Лаврикова, Паша Кузьмин, Саша Ребров, Саша Смирнов, Серёжа Семенников, Юра Захаров. | 1975          |
| Два закадровых голоса, мужчина и маленький мальчик, рассказывают и обсуждают две истории. В первой истории в класс вбегает пионер и сообщает одноклассникам, что училка по ботанике заболела и урока не будет, все начинают веселиться, а у некоторых веселье переходит в потасовки, танцы, беспредел и потасовки — рассказчики заключают, что так бывает. Во второй истории в учительскую вбегает взволнованная учительница и сообщает остальным учителям, что ученик Васька простудился, после чего учителя начинают вести себя точно так же, как ученики из первой истории — рассказчики приходят к выводу, что… Увы, так не бывает! |                              |                  |                  | |               |

## 1976 год

### Выпуск №7
| № | Название                           | Режиссёр             | Сценарист                         | Снимались                          | Дата премьеры |
| --- | ---------------------------------- | -------------------- | --------------------------------- | ---------------------------------- | ------------- |
| 1 | «Эксперимент Брыкина»              | Валентин Селиванов   | Аркадий Хайт и Валентин Селиванов | Алексей Крыченков                  | 1976          |
| Дождливым вечером, в школе, Юрик Брыкин и его одноклассники обсуждают оценки по истории. Оказывается, что у всех учеников и учениц одни двойки, так как они плохо знают даты... У Брыкина находится спасение: какой-либо год ученики должны прочихать. Например, 1672 год: должны кашлять первая, шестая, седьмая и вторая парта. Ученики довольны идеей. Через неделю Брыкина вызывают к доске. Хитроумный план сработал бы, если бы в этот день один из одноклассников не простудился. |                                    |                      |                                   |                                    |               |
| 2 | «Полночный крик»                   | Владимир Грамматиков | Юрий Юрмин                        | Игорь Ясулович, Лилиана Алёшникова | 1976          |
| В полночь в комнату, где спит мальчик, крадутся двое злоумышленников. Они расстилают на полу одеяло, затем завязывают в него спящего мальчика, затем несут его в ванную и начинают мыть, преодолевая его сопротивление. Оказывается, что злумышленники — это родители очень грязного мальчика, который не хотел мыться. Наконец-то искупав его, они перепачкались сами. |                                    |                      |                                   |                                    |               |
| 3 | «Я вижу мир (картинки с выставки)» | Тофик Шахвердиев     | Тофик Шахвердиев                  | Сюжет без участия актёров.         | 1976          |
| Весь видеоряд состоит из рисунков детей, за кадром их голоса объясняют и комментируют нарисованное. Примечания: Использована «сказочная» тема Владимира Дашкевича из кинофильма «Капля в море» |                                    |                      |                                   |                                    |               |

### Выпуск №8
| № | Название         | Режиссёр        | Сценарист                            | Снимались                        | Дата премьеры |
| --- | ---------------- | --------------- | ------------------------------------ | -------------------------------- | ------------- |
| 1 | «Футбольный мяч» | Михаил Юзовский | Григорий Горин                       | Валентина Сперантова             | 1976          |
| Мальчик выносит на улицу новенький кожаный футбольный мяч, который, как он думает, ему подарили, и хвастается им перед друзьями. Ребята предлагают сыграть, мальчик соглашается, но в ходе игры, боясь, что кто-то повредит мяч, постоянно всех ограничивает — требует не бить по мячу слишком сильно, разуться, не бить в штангу и так далее. Мяч выкатывается на дорогу, мальчик бежит за ним и едва не попадает под колёса машины, водитель спрашивает: «Цел?»; отвечая "Цел," мальчик подразумевает мяч. Внезапно проходящая мимо бабушка мальчика сообщает, что соседский мальчик, уезжая в пионерлагерь на всё лето, зашёл рано утром, когда её внук ещё спал, и передал свой мяч, причём, не её внуку, а всем ребятам двора. Выяснив, что мяч принадлежит не ему, мальчик командует всем обуться, и мяч больше никто не жалеет. |                  |                 |                                      |                                  |               |
| 2 | «Однажды…»       | Игорь Шатров    | —                                    | Елизавета Никищихина             | 1976          |
| Мальчик играет на пианино. За окном ребята играют в футбол, мальчику очень хочется присоединиться к ним, но мама заставляет заниматься музыкой. Мальчик старается играть как можно громче, затем идёт к соседке и спрашивает: «Вам мешает моя игра на пианино?». Получив утвердительный ответ, мальчик просит сказать об этом его маме. |                  |                 |                                      |                                  |               |
| 3 | «Аксиома»        | Михаил Юзовский | Александр Курляндский и Аркадий Хайт | —                                | 1976          |
| Спор двух учеников о том, почему две параллельные прямые не пересекаются. Один из них начинает доказывать свою точку зрения наглядно и рисует параллельные линии по всему периметру класса и даже на потолке. Второй мальчик говорит, что он понял — параллельные прямые не пересекаются, но так и не понял, почему они не пересекаются. |                  |                 |                                      |                                  |               |
| 4 | «Что случилось?» | Борис Нащёкин   | Лев Корсунский                       | Борис Шувалов Маргарита Струнова | 1976          |
| Мальчик проводит уборку в квартире. Заходит мама и интересуется, что случилось и почему Витя подметает пол. Мальчик говорит, что пол подмёл, потому что было грязно, а пыль вытер машинально. Мама почти падает в обморок. Приходят одноклассники и спрашивают, как у Вити прошёл день помощи родителям. Оказалось, Витя не смог сказать маме, что эти изменения только на один день и завтра всё будет по-старому. |                  |                 |                                      |                                  |               |

### Выпуск №9
| № | Название                                 | Режиссёр          | Сценарист         | Снимались                                                                                | Дата премьеры |
| --- | ---------------------------------------- | ----------------- | ----------------- | ---------------------------------------------------------------------------------------- | ------------- |
| 1 | «Злоумышленник (почти по Антону Чехову)» | Владимир Алеников | Владимир Алеников | Инна Аленикова, Аркадий Маркин                                                           | 1976          |
| Ребята играют в домино. Подходит учительница и спрашивает Григорьева, зачем он отвинчивал гайку, которой рельсы прикрепляются к шпалам. Денис отвечает, что гайка была нужна для сбора металлолома. Примечания: В сюжете на новый лад обыгрывается диалог следователя и «климовского мужика» Дениса Григорьева (свинтившего с рельса железной дороги гайку) из одноимённого рассказа Антона Чехова (1885) |                                          |                   |                   |                                                                                          |               |
| 2 | «В мире прекрасного»                     | Владимир Алеников | Владимир Алеников | Егор Павленко, Сергей Кондраев                                                           | 1976          |
| Ребята рассматривают скульптуры древнегреческих богов. Один из них, подходя к каждой, говорит: «Ну и морда…» Они решают закидать статую Афродиты снежками. Но после их мелкого хулиганства кто-то кидает снежком в них самих. Оказывается, это статуя Геракла ожила ради справедливости. Примечания: Показаны статуи Афродиты и Геракла. |                                          |                   |                   |                                                                                          |               |
| 3 | «Чудное мгновенье»                       | Владимир Алеников | Владимир Алеников | Николай Румянцев, Валентина Токарская, Георгий Вицин, Николай Парфёнов, Александр Палеес | 1976          |
| Петя собирается на хоккей. Бабушка интересуется у Пети, кто за него будет чистить картошку, на что получает ответ, что «Пушкин». «Посуду Гоголь помоет, а Лев Толстой пропылесосит». Возвращаясь с игры, Петя видит, что его фантазия воплотилась в реальность. Теперь Гоголь, Пушкин, Толстой и Лермонтов живут в Петиной квартире. Примечания: Александр Палеес ранее уже играл Александра Пушкина (кинофильм «Разбудите Мухина!», 1967), а Георгий Вицин — Николая Гоголя (кинофильмы «Белинский» и «Композитор Глинка»). Использован фрагмент песни «Трус не играет в хоккей» в исполнении Вадима Мулермана. |                                          |                   |                   |                                                                                          |               |

### Выпуск №10
| № | Название         | Режиссёр     | Сценарист         | Снимались          | Дата премьеры |
| --- | ---------------- | ------------ | ----------------- | ------------------ | ------------- |
| 1 | «Мечты»          | Марк Осепьян | Роза Хуснутдинова | —                  | 1976          |
| Две девочки сидят на скамейке в парке, у одной на руках щенок. Хозяйка собаки рассказывает о том, что одноклассники предлагают жвачку и билеты в цирк в обмен на щенка. Она мечтает, как её собачка подрастёт, женится, у неё будут щеночки, и вот тогда она получит за них всё, что захочет.                                                           |                  |              |                   |                    |               |
| 2 | «Площадь Африки» | Лев Мирский  | Эдуард Акопов     | Лилиана Алёшникова | 1976          |
| На уроке географии дети начали изучать Африку. Репиков совершенно не слушает учительницу и представляет, что смотрит хоккей. Учительница просит повторить то, что она сказала, но звенит звонок. Оказалось, она забыла установить условия, что никто не уйдёт, пока никто не запомнит, и звонок для учителей, но зато Репиков всё-таки получает знания. |                  |              |                   |                    |               |
| 3 | «История любви»  | Д. Дорман    | Вениамин Дорман   | Павел Степанов     | 1976          |
| Мальчик с девочкой гуляют по парку, к ним подбегает рыжий мальчик и бьёт Петьку по портфелю. Но романтика нерушима. |                  |              |                   |                    |               |

## 1977 год

### Выпуск № 11
| № | Название               | Режиссёр        | Сценарист                   | Снимались | Дата премьеры |
| --- | ---------------------- | --------------- | --------------------------- | --------- | ------------- |
| 1 | «А ну-ка, мальчики!»   | Д. Дорман       | Вениамин Дорман             | —         | 1977          |
| В школе проводится соревнование, кто из ребят быстрее оденет своего подшефного первоклассника. Выигрывает только одна пара, в которой первоклассник был одет быстрее всех и во всё своё. Но получая приз, первоклассник падает, так как обе ноги у него оказались в одной штанине. Примечания: По рассказу Виктора Голявкина «Быстрей, быстрей!»                   |                        |                 |                             |           |               |
| 2 | «Банкин сказал «мяу»!» | Валерий Кремнёв | А. Портер и Валерий Кремнёв | —         | 1977          |
| В школьном коридоре первоклассник плачет, потому что его выгнали с урока. Мимо проходит учитель физкультуры и узнаёт, что Банкина выгнали за то, что тот хотел помяукать. Физрук договаривается с учительницей, Банкин входит в класс и начинает мяукать, при этом озвучивая и других четвероногих друзей в качестве дополнения.                                   |                        |                 |                             |           |               |
| 3 | «Страшная сказка»      | Исаак Магитон   | Денис Драгунский            | —         | 1977          |
| Мальчик кормит младшую сестру кашей и рассказывает сказку про Красную Шапочку, приговаривая: «Жуй, жуй, глотай». В конце сказки он успокаивает сестрёнку, что Красную Шапочку и бабушку извлекли из волка невредимыми, а она отвечает: «Не прожевал, значит, волк-то!» Примечания: По рассказу Виктора Драгунского «Как я был маленьким». Обработка Д.Драгунского. |                        |                 |                             |           |               |

### Выпуск №12
| № | Название              | Режиссёр    | Сценарист      | Снимались                                     | Дата премьеры |
| --- | --------------------- | ----------- | -------------- | --------------------------------------------- | ------------- |
| 1 | «Спасибо за внимание» | В. Дорман   | А. Курляндский | Павел Степанов, Аркадий Маркин, Валерий Носик | 1977          |
| Володька отремонтировал только что телевизор Ромы. В это время после школы Ромка Синица приходит домой и вместе с другом начинают смотреть передачу "В гостях у сказки". Вот только с телевизором происходит что-то не так: постоянно идут помехи, исчезает то звук, то цвет... Что бы это исправить Ромка начинает бить телевизор. Конечно, это помогает... Правда ведущий уже в бинтах, с шишками на лбу и с огромным синяком. Искалеченный ведущий говорит, что передача отменяется, а сам телевизор ломается! Окончательно... Примечания: это вторая из трёх серий про похождения школьника по фамилии "Синица". |                       |             |                |                                               |               |
| 2 | «АриХметика»          | В. Гориккер | Б. Максин      | —                                             | 1977          |
| Старшеклассник помогает ученику начальной школы решить задачу. Маленький мальчик решает ее способом деления, и проверяет способом умножения. Все сходится. Старший товарищ говорит, что самый верный способ проверки – сложение. Проверяет задачу сам и все тоже сходится. Но задача изначально решена неправильно!.. |                       |             |                |                                               |               |
| 3 | «Химики»              | И. Магитон  | Б. Нащекин     | —                                             | 1977          |
| Ребята в лаборатории проводят опыт. Оказывается, они пытаются вывести «двойку» из дневника. Но как только выведенный ими химический состав попадает на страницу дневника с «двойкой», происходит взрыв: «Опять перехимичили»… |                       |             |                |                                               |               |

### Выпуск №13
| № | Название                  | Режиссёр    | Сценарист     | Снимались      | Дата премьеры |
| --- | ------------------------- | ----------- | ------------- | -------------- | ------------- |
| 1 | «Ну, кто же так рисует?!» | А. Сурикова | А. Сурикова   | —              | 1977          |
| Девочка рисует мелком на асфальте собаку. Появляются по очереди мальчики-близнецы, три девочки и говорят, что девочка не так рисует собаку. Перерисовывают уши и хвост собаке. Девочка плачет. Затем появляется мужчина в разноцветных очках и говорит, что у собаки не такие зубы. В итоге, вместо собаки получается крокодил, который превращается в настоящего крокодила… |                           |             |               |                |               |
| 2 | «Два желания»             | Г. Васильев | Л. Корсунский | Ирина Мурзаева | 1977          |
| Бабушка в средневековом наряде, чудом попавшая в современный мир, не знает как перейти дорогу. Обращается к ребятам, проходящим мимо, называет их рыцарями и просит спасти от «рыкающих чудовищ». Один из них соглашается. Тогда бабушка говорит, что она добрая волшебница и за оказанную услугу исполнит два желания. Тогда школьник возмущается: «Почему только два? В сказках всегда три» и отказывается переводить волшебницу через дорогу. «С тех пор, на этой улице волшебницы не появлялись». |                           |             |               |                |               |
| 3 | «Физкульт-привет!»        | И. Магитон  | И. Магитон    | Павел Степанов | 1977          |
| Ребята играют в «Московские прятки». Один и тот же мальчик постоянно бьет водящего – рыжего мальчика. Когда он понимает кто его бьет, решает отомстить и раздевается, закатывает рукава, чтобы хорошенько наподдать обидчику. Когда водящим становится его противник, дает ему такого тумака, что у того закружилась голова и запели птички. Рыжий мальчик грозит ему кулаком. Но это его не страшит и рыжий снова становится водящим. Второй мальчик делает разминку, чтобы ответить не менее слабым ударом. И, когда, наконец, заканчивает упражнения, рыжий, испугавшись, убегает. «Занимайтесь утренней гимнастикой!» - теперь этот мальчик ведет разминку у всего двора. |                           |             |               |                |               |

### Выпуск №14
| № | Название                           | Режиссёр    | Сценарист               | Снимались | Дата премьеры |
| --- | ---------------------------------- | ----------- | ----------------------- | --------- | ------------- |
| 1 | «Я с тобой, Вася!»                 | И. Магитон  | И. Магитон              | —         | 1977          |
| Ребята участвуют в соревновании по бегу. Друг участника забега Васи подбадривает его и все время говорит: «Я с тобой, Вася!» Пробегает с Васей всю дистанцию и дает ему советы. В итоге... Чудо!!! Вася занимает первое место в соревновании. |                                    |             |                         |           |               |
| 2 | «Интересное кино, или Бедный Юрик» | И. Магитон  | В. Алеников, И. Магитон | —         | 1977          |
| Боря рассказывает другу содержание фильма про поход на кладбище, черепушку от мертвеца и бедного Юрика. Из рассказа мало что понятно и его друг Толя решает сам пойти посмотреть фильм... про «Гамлета» ... |                                    |             |                         |           |               |
| 3 | «Детективная история»              | М. Юзовский | Л. Бердичевский         | TBA       | 1977          |
| Зойка видела, как мама собирается на работу и поэтому решила воспользоваться маминой косметикой. Мама ушла и забыла закрыть дверь на ключ.А в это время , в квартиру Зои решили пробраться очень опасные люди: воры. Зайдя в дом, преступники находят Зою с макияжем... С ТАКИМ, что воры ничего не стали красть, а вместо этого убежали... Действительно испугаешься, когда увидишь девочку, перемазаную губной помадой... |                                    |             |                         |           |               |

## 1978 год

### Выпуск №15
| № | Название                                 | Режиссёр          | Сценарист     | Снимались                                                                                     | Дата премьеры |
| --- | ---------------------------------------- | ----------------- | ------------- | --------------------------------------------------------------------------------------------- | ------------- |
| 1 | «Я играю на гармошке»                    | Владимир Алеников | В. Алеников   | Николай Румянцев, Василий Руснак, Олег Царьков, Юра Плесневич, Сергей Щелгунов (нет в титрах) | 1978          |
| Во время выступления школьного хора двое ребят, получивших двойки по контрольной, безуспешно пытаются выяснить у своих одноклассников, кто у кого списал контрольную. Оказалось, что весь класс списывал друг у друга.                                                 |                                          |                   |               |                                                                                               |               |
| 2 | «Телефонный разговор»                    | М. Юзовский       | Д. Драгунский | Валентина Талызина, Зинаида Сорочинская, Татьяна Божок, Лилиана Алёшникова                    | 1978          |
| Молодая женщина разговаривает по телефону с сыном и с удивлением узнает, что он и пятерки получил в школе, и дома убрался, и сбегал за продуктами, и уроки уже выучил. Такого еще не бывало никогда. Но неожиданно выясняется, что она разговаривала с чужим ребенком. |                                          |                   |               |                                                                                               |               |
| 3 | «Ещё раз к вопросу о Тимуровской работе» | В. Алеников       | В. Алеников   | Николай Румянцев, Костя Лазарев А. Зуева                                                      | 1978          |
| В класс вбегает радостный председатель отряда и сообщает тимуровцам, что наконец нашел старушку, которой нужна их помощь. Школьники бросаются ей помогать. Но выясняется, что это не та старушка. Бросив ее посреди улицы, ребята мчатся к другой подопечной.          |                                          |                   |               |                                                                                               |               |

### Выпуск №16
| № | Название            | Режиссёр  | Сценарист | Снимались | Дата премьеры |
| --- | ------------------- | --------- | --------- | --- | ------------- |
| 1 | «Все четыре колеса» | В. Дорман | В. Бахнов | Аркадий Маркин, Николай Румянцев, Юрий Медведев, Юрий Волынцев | 1978          |
| Ромка Синица и его лучший друг Яшка сдувают колёса с автомобилей. Для них это очень интересное и даже смешное дело. Однажды в воскресенье, Ромка и Яшка замечают красный Москвич и сдувают у него все четыре колеса. Но,как оказалось, к Ромке приехал дядя Коля в гости. Потом дядя Коля говорит, что он их покатает на своём новом Москвиче. И это оказался тот самый автомобиль... Конечно, Яшка и Ромка всё же поехали кататься, правда... Перед этим друзьям пришлось знатно попотеть, чтобы колёса стали нормальными!.. Примечание: это третий и финальный скетч про приключения мальчика Ромки. |                     |           |           | |               |
| 2 | «Царевна Несмеяна»  | В. Дорман | И. Багин  | Анастасия Зуева, Михаил Пуговкин, Вера Ивлева, Рудольф Рудин, Геннадий Хазанов, Борис Владимиров, Вадим Тонков, Олег Попов, Павел Степанов, Роман Филиппов, Георгий Милляр, Николай Горлов, Яков Беленький, Вера Петрова, Зоя Василькова, Лидия Королёва, Сергей Николаев, Геннадий Четвериков | 1978          |
| Жила-была царевна, которая никогда не смеялась. Пытаются ее развеселить Геннадий Хазанов, Вероника Маврикиевна с Авдотьей Никитичной, Олег Попов. Но безуспешно. И только Петя Ручкин из пятого "Б", усевшись за стол с яствами, рассмешил Несмеяну, потому что это очень смешно, если человек не умеет себя вести за столом. |                     |           |           | |               |

### Выпуск №17
| № | Название                | Режиссёр     | Сценарист     | Снимались                             | Дата премьеры |
| --- | ----------------------- | ------------ | ------------- | ------------------------------------- | ------------- |
| 1 | «Трагедия Вовы Крякина» | Г. Васильев  | Л. Корсунский | —                                     | 1978          |
| Троечник Вова делает своему другу отличнику Севе наколки. Пока Вова делает надпись, Сева пытается сдержать слёзы от боли. Наконец, наколка готова! Сева почти обрадовался, но... Как потом выяснилось, Вова написал "нет в жизне щасья" вместо "нет в жизни счастья". Обиженный Сева обзывает друга "валенком" и прогоняет вон из комнаты. |                         |              |               |                                       |               |
| 2 | «Поединок»              | Ю. Файт      | А. Хайт       | Владимир Грамматиков, Светлана Орлова | 1978          |
| Данил Гуськин пришёл на спектакль про трёх мушкетёров. Пока другие зрители смотрят спектакль, Гуськин всё время что-то жуёт и всё время чавкает. Обиженные актёры пытаются отучить Гуськина от этой неправильной привычки, но увы! Гуськин достал орех и всех довёл до обморока. |                         |              |               |                                       |               |
| 3 | «Смятение чувств»       | П. Любимов   | В. Гальченко  | Сережа Бардыгин                       | 1978          |
| Похваляясь храбростью, первоклассник обещает друзьям поцеловать одноклассницу. Возмущенный класс стыдит "храбреца" за то, что он сам троечник, а поцеловал отличницу. Мальчик дает слово, что больше никогда никого не поцелует. Тогда девочка сама подходит к нему и целует. |                         |              |               |                                       |               |
| 4 | «Авария»                | Ю. Григорьев | Ф. Кривин     | Владимир Пицек, Юра Плесневич         | 1978          |
| На уроке геометрии Боря Галкин мечтает о том, как он станет таксистом. Что будет колесить на своей машине по Москве, будет ездить куда захочет, а учителей отправит вместо школы в парк. Мечты Бори развеялись, когда учитель вызвал Галкина к доске. Оказалось, что мальчик всё время тянул руку, что очень удивило препода. Вот только учитель не знал, что Галкин в любой момент может его сбить. Обиженный Боря направился к учителю, разогнался и... Бабах!!! Авария... |                         |              |               |                                       |               |

### Выпуск №18
| № | Название                  | Режиссёр      | Сценарист     | Снимались                      | Дата премьеры |
| --- | ------------------------- | ------------- | ------------- | ------------------------------ | ------------- |
| 1 | «Чемпион»                 | М. Давыдов    | Г. Садовников | —                              | 1978          |
| На совете дружины выбирают чемпиона школы по боксу: самого сильного нельзя - у него двойка по математике, другой силач отказался писать заметку в стенгазету... Остановились на кандидатуре Зябкина - самого хлипкого, но зато отличника.                                                     |                           |               |               |                                |               |
| 2 | «Воспитатель»             | В. Горлов     | Л. Корсунский | Саша Назаров, Михаил Турченков | 1978          |
| В класс входит новый пионервожатый и призывает всех бороться за успеваемость, а за плохие отметки он будет раздавать подзатыльники. Неожиданно появляется шеф, который тем же методом грозит пионервожатому, из которого будет делать отличника.                                              |                           |               |               |                                |               |
| 3 | «Трус не играет в хоккей» | И. Киасашвили | И. Киасашвили | Николай Никольский             | 1978          |
| В пионерлагере начинается чемпионат по шахматам. В одной из команд не хватает игрока. Защищать честь отряда вызывается силач Бурыкин. Он запугивает маленького соперника своей силой. Но тот, не будь дураком, приводит вместо себя друга, который не умеет играть, но зато сильнее Бурыкина. |                           |               |               |                                |               |

## 1979 год

### Выпуск №19
| № | Название                                         | Режиссёр         | Сценарист             | Снимались                                           | Дата премьеры |
| --- | ------------------------------------------------ | ---------------- | --------------------- | --------------------------------------------------- | ------------- |
| 1 | «Спорт, спорт, спорт, или Дядя Миша даёт советы» | Борис Токарев    | Михаил Кокшенов       | Михаил Кокшенов                                     | 1979          |
| Бывалый спортсмен дядя Миша объясняет, почему он любит коньки, а не лыжи. Чтоб на лыжах покататься, надобно ехать за город, вдобавок лыжи могут сломаться, да и дома их непросто упрятать. А коньки повесил на гвоздь, они и висят. Как у него, например, - уже пятый год... ржавеют. |                                                  |                  |                       |                                                     |               |
| 2 | «Папа, мама, я — дружная семья»                  | Михаил Юзовский  | Александр Курляндский | Николай Румянцев, Эммануил Геллер, Мария Барабанова | 1979          |
| У шестиклассника Барабанова самое счастливое детство - все за него делают старшие: и рисуют стенгазету, и металлолом собирают, даже бабушка на спортивных соревнованиях отважно прыгает с вышки в воду.                                                                               |                                                  |                  |                       |                                                     |               |
| 3 | «Подхалим»                                       | Евгений Васильев | Александр Курляндский | Людмила Иванова, Александр Вокач, Людмила Крылова   | 1979          |
| Учительница приходит домой к ученику и жалуется его родителям, что тот её не любит. Папа уверяет, что сын ее обожает и в доказательство ведет в комнату сына, где по стенам развешаны фотопортреты учительницы. Сам же сынок с упоением стреляет по фотографиям из детского лука.     |                                                  |                  |                       |                                                     |               |

### Выпуск №20
| № | Название          | Режиссёр                | Сценарист      | Снимались                         | Дата премьеры |
| --- | ----------------- | ----------------------- | -------------- | --------------------------------- | ------------- |
| 1 | «Жили два друга»  | Владимир Златоустовский | В. Алешин      | —                                 | 1979          |
| Мальчик, дрессируя пуделя, просит его гавкнуть один раз. Тот гавкает и получает конфету. Теперь малыш просит четвероногого друга погавкать выразительнее и подольше, а для наглядности сам заливается лаем. В награду пудель приносит хозяину косточку.                                      |                   |                         |                |                                   |               |
| 2 | «Откуда дровишки» | Аркадий Инин            | Юрий Григорьев | Николай Румянцев, Готлиб Ронинсон | 1979          |
| Ученик Зуев, прознав, что новый учитель физики плохо слышит, вызвался отвечать урок. Но вместо рассказа об устройстве электробатареек выдает наизусть из Некрасова "Однажды в студеную зимнюю пору...". Учитель ставит ему двойку и интересуется у класса: может быть, кто Пушкина почитает? |                   |                         |                |                                   |               |
| 3 | «Напугал»         | Владимир Алеников       | А. Мостовой    | Антон Наркевич                    | 1979          |
| Тёмная ночь, спит пионерский лагерь. Не спит пионер Ряпушкин - крадется он к девочкам из 3-го отряда, хочет их напугать. И не подозревает Ряпушкин, что девочки из 3-го отряда в этот момент крадутся к мальчишкам. Их внезапная встреча приводит в ужас наших любителей острых ощущений.    |                   |                         |                |                                   |               |

### Выпуск №21
| № | Название                    | Режиссёр                          | Сценарист      | Снимались          | Дата премьеры |
| --- | --------------------------- | --------------------------------- | -------------- | ------------------ | ------------- |
| 1 | «Успел»                     | Борис Нащёкин                     | —              | —                  | 1979          |
| Зимним утром, во вторник, одноклассники Алёша и Дима торопятся в школу. Друзья переживают о том, чтобы они успели в школу, так как они не хотят получать двойки. На перекрёстке, Алёша решает перейти проезжую часть в неположенном месте, в то время, как Дима решает перейти мостовую через подземный переход. Дима конечно опоздал, правда Алёша ждал друга за партой уже в гипсе и с костылями. Оказалось, что по пути в школу Алёша не соблюдал Правила Уличного Движения, в результате чего попал в аварию. |                             |                                   |                |                    |               |
| 2 | «Хочу в кино!»              | Лев Корсунский                    | Юрий Григорьев | Спартак Мишулин    | 1979          |
| Настойчивый первоклассник в который раз проникает на съемочную площадку и просит режиссера снять его в кино. Тот отмахивается, но затем повсюду натыкается на мальчишку: в своей машине, дома в лифте и даже... в собственном холодильнике... Благо мальчик не пристаёт больше к режиссёру... Так как сам мальчик стал режиссёром... |                             |                                   |                |                    |               |
| 3 | «Загадочное женское сердце» | Владимир Алеников Святослав Чекин |                | Николай Никольский | 1979          |
| Вовик подговорил друзей под видом дворовых хулиганов пристать к девочке, а он за нее заступится и тогда сможет с ней познакомиться. Друзья старательно изобразили из себя побитых, а мальчик из всех сил изобразил из себя смельчака. Но избранница сердца, обозвав "героя" зверем, бросилась помогать "побитым",что повергло Вовика и его друзей в сильный шок. |                             |                                   |                |                    |               |

### Выпуск № 22
| № | Название                 | Режиссёр                | Сценарист         | Снимались                      | Дата премьеры |
| --- | ------------------------ | ----------------------- | ----------------- | ------------------------------ | ------------- |
| 1 | «Что наша жизнь — игра!» | Иван Киасашвили         | Иван Киасашвили   | Аркадий Маркин                 | 1979          |
| Ученик Ерохин приходит к ученику Бурыкину, чтобы подтянуть его по школьным предметам. Но вместо этого умники играют в бильярд, а проигравший получает щелбан по лбу. То и дело подставляя свой лоб, Бурыкин вдруг вспомнил, что Ерохин пришёл к нему не играть, а подтягивать его в учёбе.                                                  |                          |                         |                   |                                |               |
| 2 | «Прощай, Вася!»          | И. Багин                | Павел Любимов     | Саша Назаров, Михаил Турченков | 1979          |
| В классе торжество: родители хулигана Васи получили новую квартиру, и теперь он будет учиться в другой школе. Все трогательно прощаются с хулиганом: и побитые им одноклассники, и учительница, и инспектор милиции… А на место убывающего приходит… новый Вася — ростом повыше и плечами пошире.                                           |                          |                         |                   |                                |               |
| 3 | «Задачка»                | Владимир Златоустовский | Роза Хуснутдинова | Николай Никольский             | 1979          |
| Мальчишки катаются на лыжах и вдруг их начинает преследовать на велосипеде какой-то сумасшедший спортсмен. Ребята с удивлением узнают в нём велогонщика из математической задачки, которую они решали ещё в сентябре, да так и не решили. Кое-как найдя ответ, юные математики с ужасом вспоминают, что назавтра у них задачка про боксёра… |                          |                         |                   |                                |               |